# مبرهنة غاوس–لوكاس
في التحليل العقدي، فرعا من الرياضيات، تعطي مبرهنة غاوس–لوكاس (بالإنجليزية: Gauss–Lucas theorem)‏ علاقة هندسية بين جذور متعددة للحدود P من جهة ومشتقتها 'P من جهة ثانية.